# Guastalla
Guastalla is een gemeente in de Italiaanse provincie Reggio Emilia (regio Emilia-Romagna) en telt ruim 15.000 inwoners (31-12-2013). De oppervlakte bedraagt 52,6 km², de bevolkingsdichtheid is 287 inwoners per km².
De volgende frazioni maken deel uit van de gemeente: Pieve, San Giorgio, San Giacomo, San Martino, San Girolamo, San Rocco en Tagliata.

## Demografie
Het aantal inwoners van Guastalla steeg in de periode 1991-2013 met 13,2% volgens ISTAT.
| Jaar | Aantal inwoners |
| ---- | --------------- |
| 1991 | 13.354          |
| 2001 | 13.886          |
| 2004 | 14.400          |
| 2013 | 15.113          |

## Geografie
Guastalla grenst aan de volgende gemeenten: Cadelbosco di Sopra, Dosolo (MN), Gualtieri, Luzzara, Novellara en Reggiolo.

## Galerij

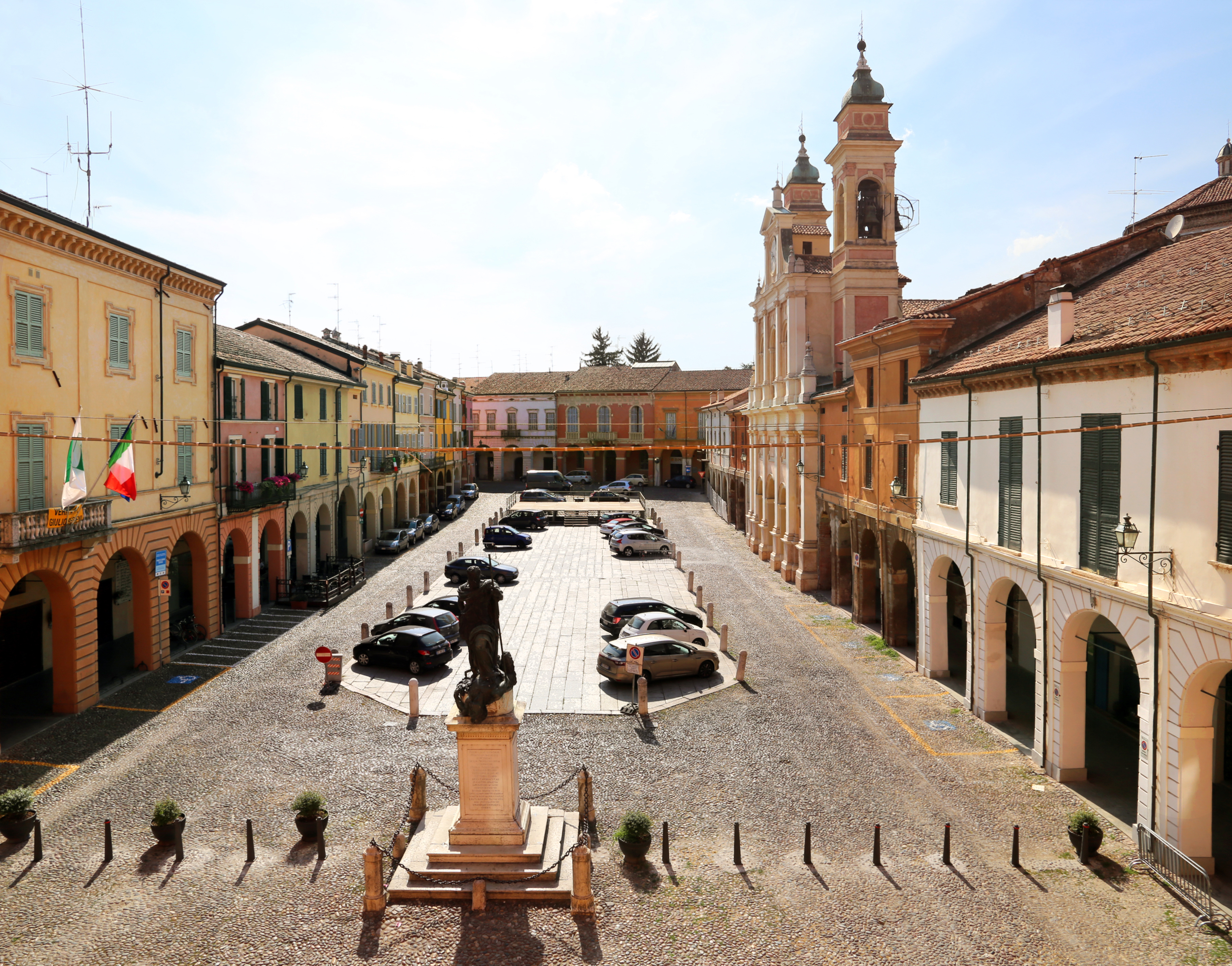
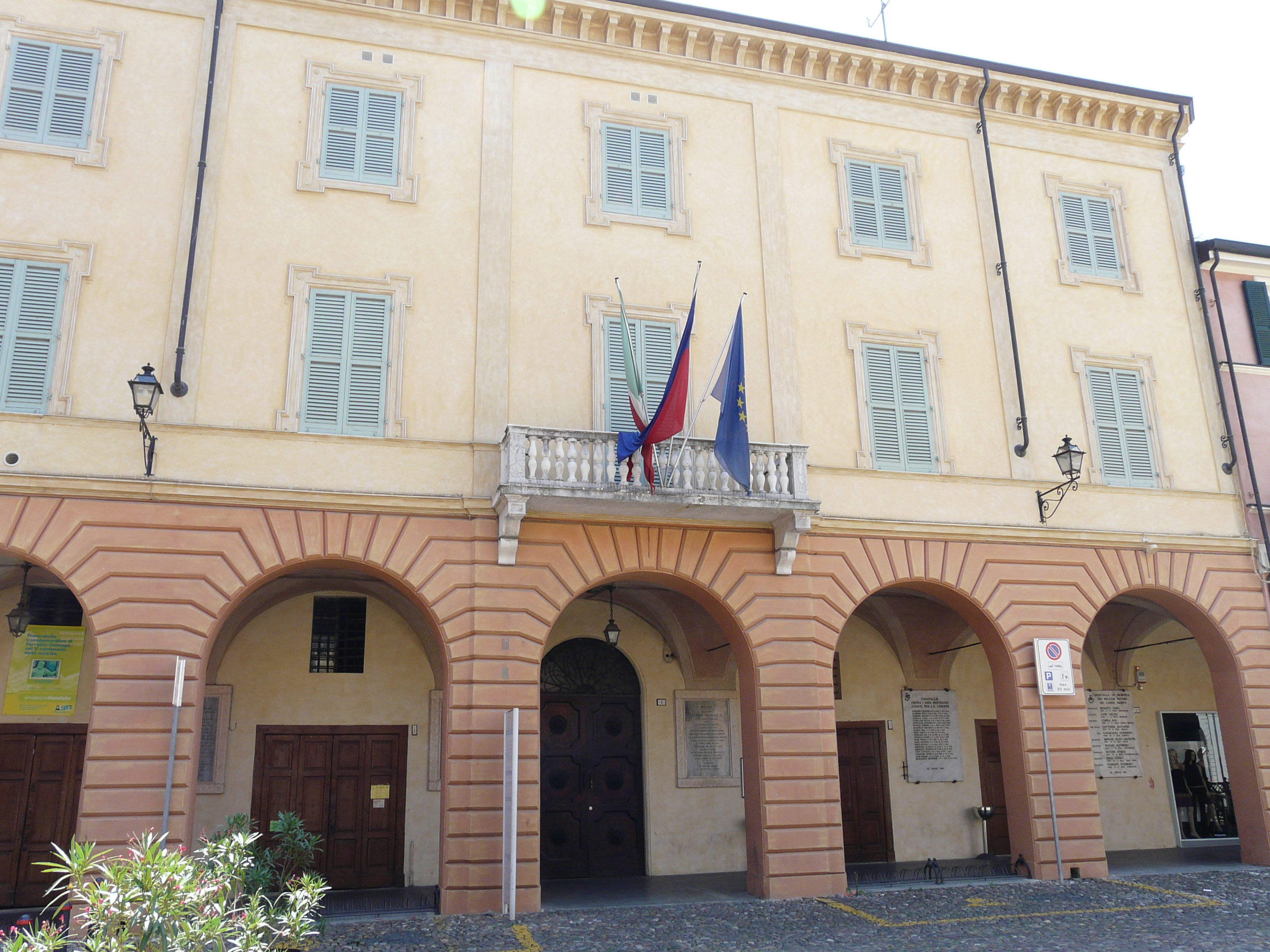
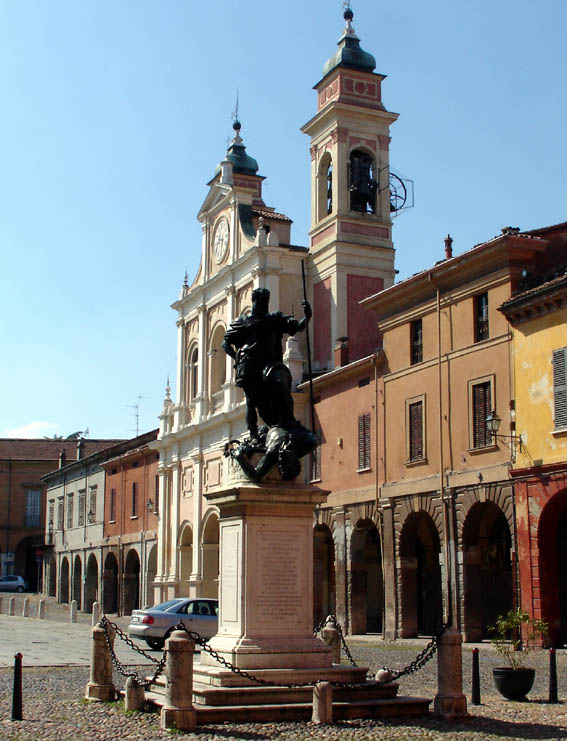

## Geboren
- Mirco Maestri (1991), wielrenner

## Partnersteden
- Forcalquier, Frankrijk